# Außenpolitik der Bundesrepublik Deutschland

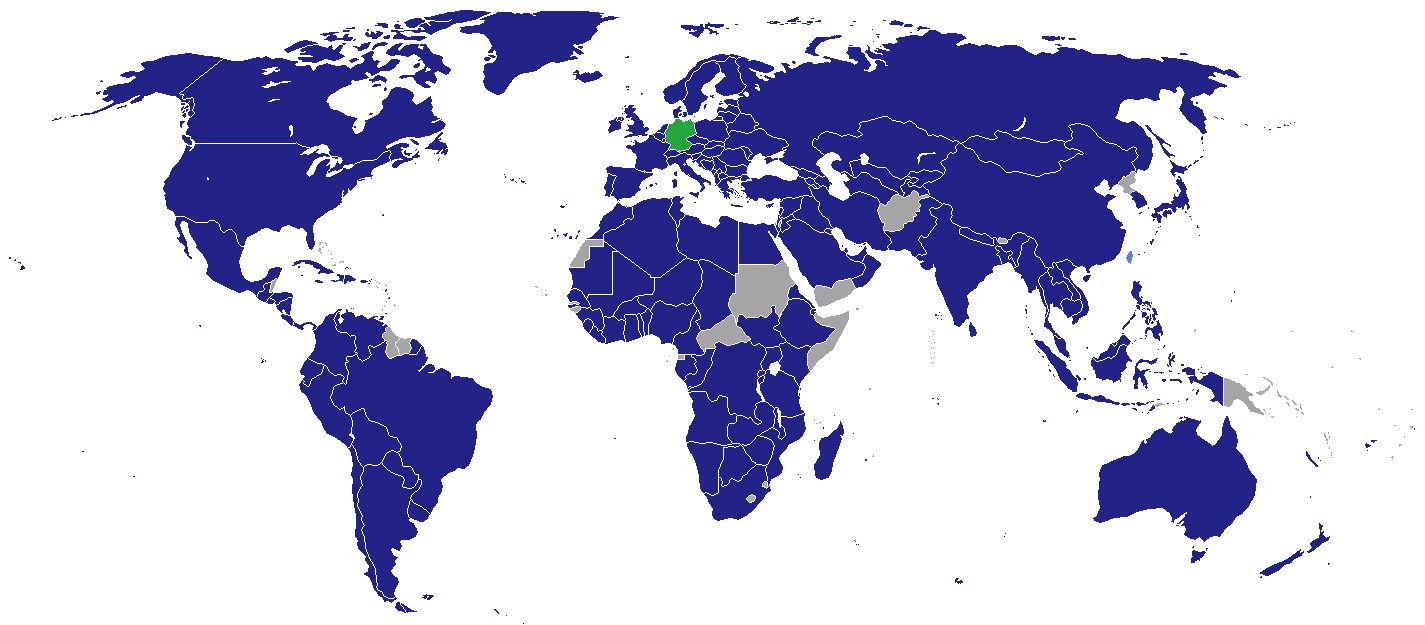
Staaten, in denen Deutschland eine Botschaft errichtet hat (blau)

Die Bundesrepublik Deutschland verfolgt außenpolitisch Interessen und Ziele, die sich aus geografischen, historischen, kulturellen und weltpolitischen Gegebenheiten ableiten. In den ersten zwei Jahrzehnten des Bestehens der Bundesrepublik war die Außenpolitik der Regierung in Bonn ganz auf die Wiedererlangung der Souveränität und die staatliche Einheit ausgerichtet, indem alle zur Erfüllung des Wiedervereinigungsgebots erforderlichen Regelungen getroffen wurden; dies stand in Spannung zum politischen Willen der Deutschen Demokratischen Republik und der Besatzungsmacht Sowjetunion. Dem Erreichen dieses Ziels ordnete die Bundesregierung alle anderen Interessen unter, auch die Integration in die EWG und die NATO sind letztlich als Mittel zum Erreichen der Wiedervereinigung anzusehen.
Erst nachdem sich in der zweiten Hälfte der 1960er Jahre in Bonn die Einsicht durchsetzte, dass die Vereinigung mit der DDR allenfalls langfristig zu erreichen sei und die Bundesrepublik mit den Ostverträgen in den Jahren 1970 bis 1973 die interalliierten Grenzziehungen nach dem Zweiten Weltkrieg ausdrücklich als rechtlich verbindlich sowie deren Unverletzlichkeit bestätigte, konnte die Außenpolitik der Bundesrepublik neue Prioritäten setzen. Hierzu gehörten in erster Linie das weitere Vorantreiben der europäischen Integration und die Förderung außenwirtschaftlicher Interessen, später aber auch Ziele wie die weltweite Durchsetzung der Menschenrechte und der Umweltschutz.
Seit 1990 bemüht sich die deutsche Außenpolitik verstärkt darum, in multilateralen Entscheidungsprozessen wie denen der Vereinten Nationen, der OSZE, der Europäischen Union und den G 20 einen ihrem Finanzierungsanteil an diesen Organisationen entsprechenden politischen Einfluss zu gewinnen. Daneben wurde das Instrumentarium der deutschen Außenpolitik seit dem Ende der 1990er Jahre durch die Auslandseinsätze der Bundeswehr erweitert.
Die Außenpolitik wurde und wird erheblich geprägt durch die jeweiligen Außenminister der jeweiligen Regierungskoalitionen (1949–1966: Schwarz-Gelb; 1966–1969: Große Koalition; 1969–1982: Sozialliberale Koalition; 1982–1998: Schwarz-Gelb; 1998–2005: Rot-Grün; 2005–2009: Große Koalition; 2009–2013: Schwarz-Gelb; 2013–2021: Große Koalition; 2021–2025: Ampelkoalition; ab 2025: Schwarz-Rot). Der Außenminister gehörte meist der kleineren Koalitionspartei an und war seit 1966 in der Regel Vizekanzler.

## Normative Vorgaben für die deutsche Außenpolitik

### Vorgaben des Grundgesetzes

#### Wahrung des Friedens und Verbot eines Angriffskrieges
Das deutsche Grundgesetz äußert sich an gleich vier unterschiedlichen Stellen zur Wahrung des Friedens. Schon in der Präambel heißt es, das deutsche Volk sei vom Willen beseelt, „dem Frieden der Welt zu dienen“. Gleich darauf in Art. 1 GG Abs. 2 wird weiter ausgeführt, dass die Menschenrechte als Grundlage des Friedens gelten sollen. Nach Art. 26 Abs. 1 Satz 1 GG sind Handlungen verfassungswidrig, „die geeignet sind und in der Absicht vorgenommen werden, das friedliche Zusammenleben der Völker zu stören, insbesondere die Führung eines Angriffskrieges vorzubereiten“. Als vierte Stelle des Grundgesetzes ist Art. 24 Abs. 2 GG zu nennen, der es der Bundesrepublik erlaubt, einem System der kollektiven Sicherheit beizutreten, wenn dieses der „Wahrung des Friedens“ dient, um „eine friedliche und dauerhafte Ordnung in Europa und zwischen den Völkern der Welt herbeizuführen und zu sichern“.
Für den Beitritt zu einem solchen System gilt, dass die Mitgliedschaft der Bundesrepublik Deutschland in der UNO als einem System kollektiver Sicherheit offensichtlich problemlos mit Art. 24 Abs. 2 GG übereinstimmt. Allerdings sind selbst die Mitgliedschaften in NATO und WEU als Systemen der kollektiven Verteidigung darin eingeschlossen, denn die dort enthaltenen Grundsätze sind auch dann erfüllt, wenn sich die Bündnisse strikt auf die Friedenswahrung verpflichten. Nach der Staatsrechtslehre ist das übereinstimmend bei NATO und WEU der Fall.

#### Bereitschaft zu kooperativem Internationalismus
Das Grundgesetz erläutert ebenfalls schon in der Präambel, dass das deutsche Volk seinen Willen zum Ausdruck bringe, „als gleichberechtigtes Glied in einem vereinten Europa dem Frieden der Welt zu dienen“. Art. 24 GG ermöglicht darüber hinaus die Möglichkeit, Hoheitsrechte auf zwischenstaatliche Einrichtungen zu übertragen. Absatz 3 stellt sogar die Aufforderung dar, einem System der internationalen Streitschlichtung beizutreten. Damit regt das Grundgesetz also aktiv zur internationalen Einbindung der Bundesrepublik an.

#### Achtung und Verwirklichung der Menschenrechte
Nach Art. 1 GG bekennt sich das deutsche Volk zur Wahrung der Menschenrechte als einer der Grundlagen des Friedens. Da Frieden nach dem Grundgesetz nach herrschender Meinung nur die Abwesenheit von Krieg bedeutet und nicht etwa einer breiteren Definition von z. B. sozialem Frieden hat, kann Art. 1 GG als Aufforderung interpretiert werden, die Menschenrechte nicht nur innerstaatlich umzusetzen, sondern auch nach außen hin zu fördern.

### Völkerrechtliche Verpflichtungen
Deutschland unterwirft sich nach Art. 25 GG dem Völkerrecht. Dabei ist bemerkenswert, dass die Bundesrepublik das Völkerrecht auch als unmittelbar im internen Rechtsraum anerkennt und nicht etwa von einer Dualität von nationalem und Völkerrecht ausgeht, wie es andere Staaten tun.
Des Weiteren verzichtet die Bundesrepublik auf atomare, biologisch und chemische Waffen (ABC-Waffen). Im Zuge des Beitritts zur NATO und zur WEU war es Konrad Adenauers eigene Entscheidung, freiwillig auf ABC-Waffen zu verzichten. Allerdings bezog sich dieser Verzicht zunächst nur auf die Herstellung dieser Art von Waffen innerhalb der Bundesrepublik. Erst später mit der Unterzeichnung des Atomwaffensperrvertrags im Jahr 1969 galt der Verzicht auch für den Besitz und die Verfügungsgewalt über Nuklearwaffen. Mit dem Zwei-plus-Vier-Vertrag im Zuge der Wiedervereinigung bestätigte die Bundesrepublik diesen Verzicht.

## Institutionen und Akteure der deutschen Außenpolitik

### Bundesregierung
Innerhalb der Bundesregierung sind das Auswärtige Amt, das Bundesministerium für wirtschaftliche Zusammenarbeit und Entwicklung und das Bundesministerium der Verteidigung primär außenpolitisch tätig. Da es allerdings heute kaum noch Politikbereiche gibt, in denen keine internationale Abstimmung stattfindet, haben praktisch auch alle anderen Bundesministerien außenpolitische Kontakte. Die Geschäftsordnung der Bundesregierung (GOBReg) weist dem Auswärtigen Amt hierbei aber eine koordinierende Funktion zu. Nach § 11 GOBReg dürfen andere Ministerien ausländische Gäste nur nach Rücksprache mit dem Auswärtigen Amt empfangen und internationale Verhandlungen nur mit Zustimmung des Amtes führen. Zudem ist das Bundeskanzleramt über seine entsprechenden Spiegelreferate stets über die außenpolitischen Aktivitäten der einzelnen Ressorts informiert und kann koordinierend wirksam werden.

### Deutscher Bundestag
Dem Deutschen Bundestag kommt vor allem die Rolle eines Kontrolleurs der Außenpolitik der Bundesregierung zu. Diese Kontrolle findet zuallererst in den entsprechenden Fachausschüssen, allen voran dem Auswärtigen Ausschuss statt. Nach Art. 59 GG ist eine Zustimmung des Bundestags zu internationalen Verträgen notwendig, daran muss auch der Bundesrat beteiligt werden, sofern ein Vertrag Zuständigkeiten der Länder berührt.

### Bundesrat
Der Bundesrat beeinflusst die deutsche Außenpolitik, in dem er Aufgaben und Verpflichtungen auf internationaler Ebene wahrnimmt. Er pflegt Beziehungen zu anderen Parlamenten.  Dazu unterhält er z. B.  die drei Freundschaftsgruppen Deutsch-Französische Freundschaftsgruppe, Deutsch-Polnische Freundschaftsgruppe und Deutsch-Russische Freundschaftsgruppe (am 8. April 2022 aufgelöst). Die Mitglieder des Bundesrates wirken in Gremien der Europäischen Union und in europäischen Netzwerken mit und nehmen an internationalen Konferenzen teil.

### Nichtregierungsorganisationen
In Deutschland beschäftigen sich eine ganze Reihe von Nichtregierungsorganisationen auf verschiedenste Weise mit Themen der Außenpolitik und den auswärtigen Beziehungen der Bundesrepublik. Bei diesen Organisationen kann es sich um reine Think Tanks wie die Deutsche Gesellschaft für Auswärtige Politik, Lobbying-Gruppen für spezielle Themen wie Amnesty International oder Organisationen zur Förderung der bilateralen Beziehungen zwischen Deutschland und anderen Staaten (z. B. die Atlantik-Brücke) handeln. Die Arbeitsmethoden und die Ressourcen der Organisationen sind höchst unterschiedlich, den meisten ist aber gemein, dass sie versuchen, den politischen Entscheidungsträgern im Bereich der auswärtigen Politik alternative Informationsquellen zur Verfügung zu stellen und bemüht sind, die öffentliche Meinung in ihrem Sinne zu beeinflussen.

## Geschichte

### Westintegration
Die ersten Jahre nach dem Ende des Zweiten Weltkriegs waren vom Verlust der Souveränität und Staatlichkeit bestimmt, aus der sich als einziger Ausweg die Kooperation mit den Alliierten anbot. Zur Bekämpfung der Not leisteten die Amerikaner im Rahmen des Marshallplans ab 1947 Aufbauhilfe für die Kohle- und Stahlindustrie. Nach der von den Amerikanern vorbereiteten Währungsreform 1948 konnte der Wiederaufbau beginnen. 1948 drängte die Londoner Sechsmächtekonferenz auf die Gründung eines westdeutschen Staates. Vom Juni 1948 bis zum 12. Mai 1949 dauerte die Berlin-Blockade durch die sowjetische Besatzungsmacht, gegen die von den Westmächten eine Luftbrücke eingerichtet wurde, um die Bevölkerung der Stadt mit Lebensmitteln und Kohle zu versorgen. Nachdem die Westalliierten die Deutschen aufgefordert hatten, eine Verfassung zu konzipieren, tagten zunächst in der Rittersturz-Konferenz die Ministerpräsidenten der Länder in der Trizone und dann der Verfassungskonvent. Infolgedessen wurde 1949 die Bundesrepublik Deutschland gegründet.
Der westliche Teil Deutschlands wurde dafür staatsrechtlich neu organisiert, im Grundgesetz vom 23. Mai 1949 ein Entscheidungsspielraum für nationale Politik gewonnen und bei der Gründung der NATO am 4. April 1949 in Washington eine deutsche Teilnahme diskutiert. Zudem wurden aus den ausländischen Militärgouverneuren Hochkommissare. Im Rahmen der Abkommen wurde am 21. September 1949 das Besatzungsstatut zur Kontrolle über Abrüstung, Entmilitarisierung, Außenpolitik, Außenhandel, Devisenverkehr und Anwendung des Grundgesetzes veröffentlicht. Im Petersberger Abkommen am 22. November 1949 behielten sich die Alliierten konsularische Beziehungen, Demontagen und Entscheidungen über den Beitritt Deutschlands zu Internationalen Organisationen vor. Am 24. Oktober 1950 schlug Frankreich eine Europäische Verteidigungsgemeinschaft vor, um den Aufbau einer deutschen Armee zu verhindern, konnte sich aber nicht durchsetzen. So entstand im Oktober desselben Jahres die Dienststelle Blank im Bundeskanzleramt zur Vorbereitung der Wiederbewaffnung. Das Amt des Außenministers übernimmt am 15. März 1951 der amtierende Bundeskanzler Konrad Adenauer.
Nur einen Monat danach, am 18. April 1951, wurde die EGKS Basis für die Grundstoffindustrie (Montanunion); die internationale Kontrolle über das Ruhrgebiet wurde aufgehoben. Ebenfalls 1951 wurde der Bundesgrenzschutz geschaffen, aus dem 1956 die Hälfte der Beamten in die Bundeswehr eintrat. Im Jahre 1952 werden vor allem Folgen des Zweiten Weltkrieges bearbeitet: So sah das Luxemburger Abkommen mit Israel vom 10. September 3 Milliarden DM für die Eingliederung von 500.000 Flüchtlingen vor; Adenauer sah in diesen Vereinbarungen eine Verbesserung der moralischen Position Deutschlands in der Welt. Schließlich wurden die internationalen Beziehungen durch die Mitgliedschaft in der UNHCR und eine eigene Mission bei den Vereinten Nationen in New York vorangetrieben. Unterstützt wurde dies durch das Londoner Schuldenabkommen vom 27. Februar 1953, das die Voraussetzung für die deutsche Kreditwürdigkeit und somit für internationale Geschäfte und Außenhandel schuf.

### Souveränität und Hallstein-Doktrin
Den Status als besetztes Land konnte die Bundesrepublik mit dem Beitritt zur NATO im selben Jahr 1955 ablegen. Dabei wurden aus den alliierten Hochkommissaren Botschafter verbündeter Staaten und im Folgejahr 1956 die Bundeswehr als Armee innerhalb der NATO gegründet.
1957 unterzeichnete die Bundesrepublik zusammen mit Frankreich, Italien und den Benelux-Staaten die Römischen Verträge zur Gründung der Europäischen Wirtschaftsgemeinschaft (EWG), aus der später die Europäische Union hervorgehen sollte.
In den Jahren 1957 und 1961 gründete die Bundesrepublik zwei Organisationen zur Unterstützung von bedürftigen Gruppierungen, den zwölf Millionen Flüchtlinge vertretenden Bund der Vertriebenen und das Bundesministerium für wirtschaftliche Zusammenarbeit und Entwicklung, um sein praktisches Engagement in der Welt zu zeigen.
Auch nach Osten wurden Beziehungen angestrebt. So war Adenauer Anfang September 1955 zu Besuch in Moskau, um mit der UdSSR diplomatische Beziehungen aufzunehmen. Hierbei wurde vor allem um die Freilassung und „Heimkehr der Zehntausend“ verhandelt; man beschäftigte sich mit der Repatriierung von 2 der 3,3 Mio. deutschen Kriegsgefangenen.
Der Weg zur Aufnahme diplomatischer Beziehungen mit den übrigen Ostblockstaaten wurde indes durch das Dogma der Hallstein-Doktrin versperrt. Erst in den späten 1960er Jahren begann man, diese Haltung zu revidieren, was schließlich zu einer Annäherung zwischen Ost und West führte.
Mit der gegen starke Widerstände vorangetriebenen deutsch-französischen Aussöhnung und der im Élysée-Vertrag vom 22. Januar 1963 vereinbarten Partnerschaft verschaffte Konrad Adenauer der deutschen Außenpolitik ein zweites Standbein zwecks Ausgleich der seit dem Mauerbau empfundenen Ungleichgewichte in der transatlantischen Beziehung.
Das Unverständnis des zweiten Kanzlers Ludwig Erhard gegenüber dieser Konstruktion führte nach dem Rücktritt Adenauers zum Streit zwischen den so genannten Atlantikern und Gaullisten. In den folgenden Jahren prägten diese Gegensätze die politische Debatte und beeinflussten maßgeblich die Entwicklung der deutschen Außenpolitik im Kalten Krieg. Die deutsch-französische Freundschaft blieb jedoch ein zentrales Element, das dazu beitrug, die europäische Einigung voranzutreiben und einen wichtigen Beitrag zur Stabilität in Europa zu leisten. Dennoch blieb die deutsche Haltung gegenüber Griechenland im Zusammenhang mit der Wiedergutmachung aus dem Zweiten Weltkrieg von einer gewissen Zurückhaltung geprägt. Während Deutschland offiziell Entschuldigungen aussprach, bleibt eine abschließende bilaterale Einigung aus, zB. die Rückzahlung der Deutschen Zwangsanleihe. Die wirtschaftliche Ausbeutung des Landes wurde als Kriegsmittel legitimiert und Forderungen als Reparationsforderungen abgewiesen. Bürokratische und juristischen Argumente haben eine Lösung bisher vereitelt.

### Von der Ostpolitik zur Wiedervereinigung
Nachdem die Hallstein-Doktrin von der Großen Koalition stillschweigend aufgegeben worden war, war der nächste Schritt ab 1969 der Ausgleich mit Polen, der Tschechoslowakei und anderen Ländern im Machtbereich der UdSSR. Durch die Ostverträge mit der UdSSR (12. August 1970) und Polen (7. Dezember 1970) wurden wichtige Abkommen zum Verhältnis mit den ehemals besetzten Nachbarländern geschlossen.
Die auf diese Weise entstandenen Spielräume im europäischen Dialog wurden anschließend genutzt, um die Beziehung mit der Deutschen Demokratischen Republik auf eine neue Grundlage zu stellen. Zunächst wurde am 3. September 1971 das Vier-Mächte-Abkommen über Deutschland und Berlin geschlossen, das den Status Berlins klären sollte, dann am 21. Dezember 1972 der Grundlagenvertrag, der der DDR einen Transitverkehr für West-Berlin garantierte.
Die Jahre 1973 und 1975 waren dann vornehmlich wieder den anderen internationalen Beziehungen gewidmet. So war die Bundesrepublik am 3. Juli 1973 bei der Eröffnung der Konferenz über Sicherheit und Zusammenarbeit in Europa (KSZE) in Helsinki präsent und konnte am 18. September desselben Jahres zusammen mit der DDR die UN-Vollmitgliedschaft erwirken. Die Schlussakte von Helsinki vom 1. August 1975 eröffnete schließlich auch der bundesdeutschen Außenpolitik größere Spielräume, um gutnachbarliche Beziehungen mit den osteuropäischen Staaten anzustreben und so die vorhandenen Widerstände gegen eine Wiedervereinigung Deutschlands abzubauen.

### Situation seit 1989/1990

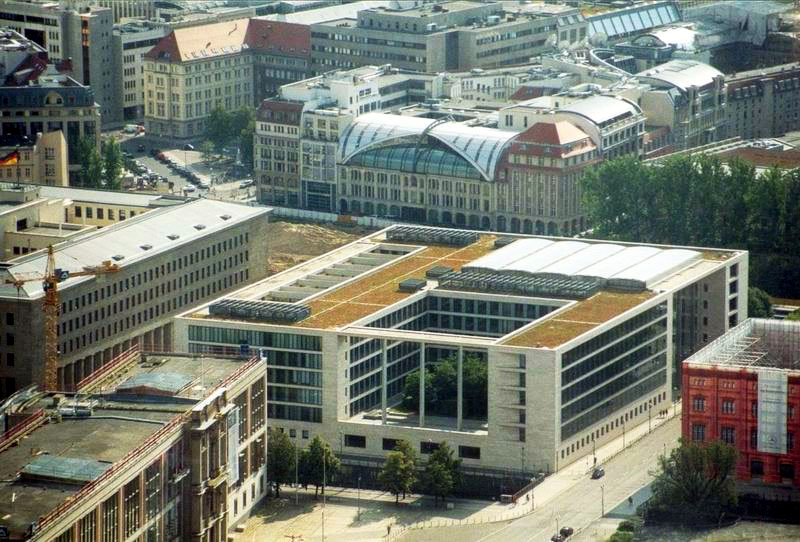
Auswärtiges Amt, Berlin

Die Wiedererlangung der vollen Souveränität durch den Zwei-plus-Vier-Vertrag und die damit verbundene Wiedervereinigung Deutschlands – zum 3. Oktober 1990 ist das Wiedervereinigungsgebot als erfüllt angesehen und zusammen mit Art. 23 GG a.F. aus dem Grundgesetz gestrichen worden – markierten den Anfang eines erneuten Wandels in der deutschen Außenpolitik.
Nach dem Zerfall der Sowjetunion und dem Ende des bipolaren Machtgefüges in der Welt war Deutschland nun auch nicht mehr existentiell bedroht. Es folgten unter den Kanzlern Helmut Kohl und Gerhard Schröder sowohl eine Anpassung der Ziele deutscher Außenpolitik an eine veränderte weltpolitische Lage als auch Schritte, die eine deutliche Abkehr von alten Prinzipien darstellten.
In der Frage der europäischen Einigung wurde der auch schon vor der Wende aufgenommene Kurs beibehalten und an vielen Stellen verstärkt. So etablierte sich Deutschland als klarer Befürworter der EU-Ost-Erweiterung und ergriff immer öfter Partei für die osteuropäischen Staaten wie auch für Russland, was freilich auf die sehr freundschaftlichen Verhältnisse Jelzin/Kohl und Putin/Schröder zurückzuführen war. Weitere Eckpfeiler der EU-Politik nach der Wiedervereinigung waren die Einführung des Euro als gemeinsames Zahlungsmittel (ab 1. Januar 2002) und die Erstellung einer EU-Verfassung. Im Hinblick auf die letzten Jahre lässt sich feststellen, dass die Außenpolitik der deutschen Bundesregierung in EU-Fragen überwiegend mehr zur EU-Innenpolitik geworden ist, da die Europäische Union immer dichter in die Außenpolitik ihrer Mitgliedsländer eingreift und auch die Gemeinsame Außen- und Sicherheitspolitik immer stärker betrieben wird.
Ein Novum in der Außenpolitik seit 1945 war jedoch in jedem Fall die Abkehr von der „Scheckbuch-Diplomatie“, also der bloßen finanziellen Unterstützung militärischer Konflikte wie im Zweiten Golf-Krieg. Man spricht in diesem Bezug auch von einem Wandel Deutschlands vom Sicherheitsimporteur zum Sicherheitsexporteur. Obwohl im genannten Golfkrieg noch Parolen wie „Kein Blut für Öl“ die scheinbar einhellige Meinung charakterisierten, nahm Mitte 1993 die Bundeswehr das erste Mal an einem sogenannten „out-of-area“-Einsatz in Somalia teil und beschloss so, sich von einer Verteidigungsarmee zu einer internationalen Eingreiftruppe zu wandeln. 1999 wurde ein weiterer Schritt getan, als sich die Bundeswehr an Luftangriffen auf Serbien beteiligte. Dies stellte einen Präventivschlag zur Abwehr einer humanitären Katastrophe im Kosovo dar und war völkerrechtlich hart umstritten. Auch nach dem 11. September 2001 beteiligten sich die Deutschen an der „Operation Enduring Freedom“ in Afghanistan, nachdem zuvor die NATO das erste Mal in ihrer Geschichte den Bündnisfall ausgerufen hatte. Heute stehen alle Parteien (mit Ausnahme der Linken) hinter den Auslandseinsätzen der Bundeswehr; im Vorfeld einer solchen Maßnahme diskutierten die Ausschüsse teils heftig, bis letzten Endes die notwendige Zustimmung des Bundestages vorlag.
Eine Kursänderung der deutschen Außenpolitik zeigte sich auch in der Abkühlung der transatlantischen Beziehungen im Vergleich zu den Zeiten des Kalten Kriegs. Schon während der Amtszeit von Helmut Kohl wurde vermehrt auf deutsche Kritikpunkte wie die Anwendung der Todesstrafe oder die Nicht-Teilnahme am Kyoto-Protokoll zum Umweltschutz hingewiesen. Einen absoluten Tiefpunkt erlebte das deutsch-amerikanische Verhältnis während des Irak-Konflikts 2002–2003, als Bundeskanzler Schröder schon Mitte 2002 einer militärischen Intervention vielleicht auch aus wahltaktischen Gründen eine absolute Absage erteilte und somit einer Entscheidung des UN-Sicherheitsrates und der UN-Vollversammlung blind vorausgriff. In dieser Situation stellte die deutsch-französische Partnerschaft einmal mehr ihre Bedeutung als zweites Standbein der deutschen Außenpolitik unter Beweis.
Noch unter Schröder und seit 2005 unter Bundeskanzlerin Angela Merkel hat das transatlantische Verhältnis wieder eine Aufhellung erlebt, speziell seitdem nach den Präsidentschaftswahlen 2008 Barack Obama US-Präsident wurde.
Eine Eintrübung des transatlantischen Verhältnisses fand wiederum in Folge der NSA-Affäre 2013 statt.
Die deutsch-russischen Beziehungen änderten sich abrupt mit dem russischen Überfall auf die Ukraine am 24. Februar 2022.

## Multilaterales Engagement
Deutschland ist Mitglied vieler internationaler Organisationen. Die Bundesrepublik unterstützt diese Organisationen nicht nur finanziell, sondern beteiligt sich auch aktiv an der Erarbeitung ihrer Strategien, der Gestaltung ihrer Programme und an der Umsetzung ihrer Ziele.

### UN-Mitgliedschaft
Die Bundesrepublik Deutschland wurde am 18. September 1973 als Vollmitglied in die Vereinten Nationen aufgenommen.
Zuvor hatte die Bundesrepublik 1950 zunächst die Vollmitgliedschaft der Ernährungs- und Landwirtschaftsorganisation (FAO) und in den folgenden Jahren aller weiterer Sonderorganisationen erworben. Seit dem 3. Oktober 1990 übt das vereinigte Deutschland unter der Bezeichnung „Deutschland“ die Mitgliedschaft in der Weltorganisation und dem gesamten „System der Vereinten Nationen“ aus. Heute strebt die Bundesrepublik einen ständigen Sitz in einem zu reformierenden Weltsicherheitsrat an.
2019 und 2020 war Deutschland zum sechsten Mal als nicht-ständiges Mitglied im Sicherheitsrat der Vereinten Nationen. Im Juli 2020 führte Deutschland nach April 2019 erneut den Vorsitz im wichtigsten Gremium der UN. Neben der Befassung mit aktuellen Krisen in Syrien, Jemen und Libyen setzte Deutschland eigene Schwerpunkte: die Themen globale Gesundheit, Klima und Sicherheit, Menschenrechte und sexualisierte Gewalt in Konflikten aber auch die Bekämpfung der Auswirkungen der COVID-19-Pandemie standen auf der Agenda.

## Bilaterale Beziehungen der Bundesrepublik Deutschland

### Afrika
| Staat                                                              | Beginn der offiziellen Beziehungen | Anmerkungen | Karte                                                      |
| ------------------------------------------------------------------ | --- | --- | ---------------------------------------------------------- |
| Ägypten Arabische Republik Ägypten                                 | 16. Oktober 1952 bis 22. Februar 1958 (von 1958 bis 1961 Teil der VAR) 28. September 1961 bis 13. Mai 1965 (von 1965 bis 1972 abgebrochen) 8. Juni 1972 (wiederhergestellt) | - Ägypten unterhält eine Botschaft in Berlin und Generalkonsulate in Frankfurt am Main und Hamburg. - Deutschland unterhält eine Botschaft in Kairo.                                                                                               | Lage von Deutschland und Ägypten                           |
| Algerien Demokratische Volksrepublik Algerien                      | 3. Juli 1962 bis 14. Mai 1965 (von 1965 bis 1971 abgebrochen) 12. Dezember 1971 (wiederhergestellt)                                                                         | - Algerien unterhält eine Botschaft in Berlin und ein Generalkonsulat in Frankfurt am Main. - Deutschland unterhält eine Botschaft in Algier. | Lage von Deutschland und Algerien                          |
| Angola Republik Angola                                             | 16. August 1979 | - Angola unterhält eine Botschaft in Berlin. - Deutschland unterhält eine Botschaft in Luanda. | Lage von Deutschland und Angola                            |
| Äquatorialguinea Republik Äquatorialguinea                         | 6. September 2010 | - Äquatorialguinea unterhält eine Botschaft in Berlin. - Nach der Schließung der deutschen Botschaft in Malabo 2021 ist die deutsche Botschaft in Jaunde für die Beziehungen zu Äquatorialguinea zuständig.                                        | Lage von Deutschland und Äquatorial-Guinea                 |
| Äthiopien Demokratische Bundesrepublik Äthiopien                   | 14. Januar 1954 | - Äthiopien unterhält eine Botschaft in Berlin. - Deutschland unterhält eine Botschaft in Addid Abeba. | Lage von Deutschland und Äthiopien                         |
| Benin Republik Benin                                               | 15. Oktober 1962 | - Benin unterhält eine Botschaft in Berlin. - Deutschland unterhält eine Botschaft in Cotonou. | Lage von Deutschland und Benin                             |
| Botswana Republik Botswana                                         | 1. Oktober 1966 | - Botswana unterhält eine Botschaft in Berlin. - Deutschland unterhält eine Botschaft in Gaborone. | Lage von Deutschland und Botswana                          |
| Burkina Faso                                                       | 31. Januar 1960 | - Burkina Faso unterhält eine Botschaft in Berlin. - Deutschland unterhält eine Botschaft in Ouagadougou. | Lage von Deutschland und Burkina Faso                      |
| Burundi Republik Burundi                                           | 24. Januar 1963 | - Burundi unterhält eine Botschaft in Berlin. - Deutschland unterhält eine Botschaft in Bujumbura. | Lage von Deutschland und Burundi                           |
| Dschibuti Republik Dschibuti                                       | 27. Juni 1977 | - Deutschland unterhält eine Botschaft in Dschibuti-Stadt. - Dschibuti unterhält eine Botschaft in Berlin. | Lage von Deutschland und Dschibuti                         |
| Elfenbeinküste Republik Côte d’Ivoire                              | 7. August 1960 | - Deutschland unterhält eine Botschaft in Abidjan. - Die Elfenbeinküste unterhält eine Botschaft in Berlin. | Lage von Deutschland und der Elfenbeinküste                |
| Eritrea Staat Eritrea                                              | 3. August 1993 | - Deutschland unterhält eine Botschaft in Asmara. - Eritrea unterhält eine Botschaft in Berlin und ein Generalkonsulat in Frankfurt am Main. | Lage von Deutschland und Eritrea                           |
| Eswatini Königreich Eswatini                                       | 15. November 1968 | - Die Deutsche Botschaft in Pretoria ist für die Beziehungen zu Eswatini zuständig. Deutschland betreibt ein Verbindungsbüro in Mbabane. - Die Botschaft Eswatinis in Brüssel ist für die Beziehungen zu Deutschland zuständig.                    | Lage von Deutschland und Eswatini                          |
| Gabun Gabunische Republik                                          | 13. April 1962 | - Deutschland unterhält eine Botschaft in Libreville. - Gabun unterhält eine Botschaft in Berlin. | Lage von Deutschland und Gabun                             |
| Gambia Republik Republik Gambia                                    | 26. April 1965 | - Deutschland unterhält eine Botschaft in Banjul. - Die Botschaft Gambias in Brüssel ist für die Beziehungen zu Deutschland zuständig. | Lage von Deutschland und Gambia                            |
| Ghana Republik Ghana                                               | 24. Juni 1957 | - Deutschland unterhält eine Botschaft in Accra. - Ghana unterhält eine Botschaft in Berlin. | Lage von Deutschland und Ghana                             |
| Guinea Republik Guinea                                             | 30. Juli 1959 bis 30. Januar 1971 (von 1971 bis 1975 abgebrochen) 9. Mai 1975 (wiederhergestellt)                                                                           | - Deutschland unterhält eine Botschaft in Conakry. - Guinea unterhält eine Botschaft in Berlin. | Lage von Deutschland und Guinea                            |
| Guinea-Bissau Republik Guinea-Bissau                               | 17. April 1974 | - Die Deutsche Botschaft in Dakar ist für die Beziehungen zu Guinea-Bissau zuständig. Deutschland betreibt ein Verbindungsbüro in Bissau. - Guinea-Bissau unterhält eine Botschaft in Berlin.                                                      | Lage von Deutschland und Guinea-Bissau                     |
| Kamerun Republik Kamerun                                           | 1. Januar 1960 | - Deutschland unterhält eine Botschaft in Jaunde. - Kamerun unterhält eine Botschaft in Berlin. | Lage von Deutschland und Kamerun                           |
| Kap Verde Republik Cabo Verde                                      | 5. August 1975 | - Die Deutsche Botschaft in Lissabon ist für die Beziehungen zu Kap Verde zuständig. - Kap Verde unterhält eine Botschaft in Berlin. | Lage von Deutschland und Kap Verde                         |
| Kenia Republik Kenia                                               | 18. Dezember 1963 | - Deutschland unterhält eine Botschaft in Nairobi. - Kenia unterhält eine Botschaft in Berlin. | Lage von Deutschland und Kenia                             |
| Komoren Union der Komoren                                          | 2. Februar 1978 | - Die Deutsche Botschaft in Daressalam ist für die Beziehungen zu den Komoren zuständig. - Die Botschaft der Komoren in Brüssel ist für die Beziehungen zu Deutschland zuständig.                                                                  | Lage von Deutschland und der Komoren                       |
| Demokratische Republik Kongo                                       | 30. Juni 1960 | - Deutschland unterhält eine Botschaft in Kinshasa. - Die DR Kongo unterhält eine Botschaft in Berlin. | Lage von Deutschland und der Demokratischen Republik Kongo |
| Republik Kongo                                                     | 15. August 1960 | - Deutschland unterhält eine Botschaft in Brazzaville. - Die Republik Kongo unterhält eine Botschaft in Berlin. | Lage von Deutschland und der Republik Kongo                |
| Lesotho Königreich Lesotho                                         | 15. Februar 1968 | - Die Deutsche Botschaft in Pretoria ist für die Beziehungen zu Lesotho zuständig. - Lesotho unterhält eine Botschaft in Teltow. | Lage von Deutschland und Lesotho                           |
| Liberia Republik Liberia                                           | 23. Juli 1953 | - Deutschland unterhält eine Botschaft in Monrovia. - Liberia unterhält eine Botschaft in Berlin. | Lage von Deutschland und Liberia                           |
| Libyen Staat Libyen                                                | 3. Juni 1955 | - Deutschland unterhält eine Botschaft in Tripolis. - Libyen unterhält eine Botschaft in Berlin. | Lage von Deutschland und Libyen                            |
| Madagaskar Republik Madagaskar                                     | 26. Juni 1960 | - Deutschland unterhält eine Botschaft in Antananarivo. - Madagaskar unterhält eine Botschaft in Berlin. | Lage von Deutschland und Madagaskar                        |
| Malawi Republik Malawi                                             | 24. September 1965 | - Deutschland unterhält eine Botschaft in Lilongwe. - Malawi unterhält eine Botschaft in Berlin. | Lage von Deutschland und Malawi                            |
| Mali Republik Mali                                                 | 23. September 1960 | - Deutschland unterhält eine Botschaft in Bamako. - Mali unterhält eine Botschaft in Berlin. | Lage von Deutschland und Mali                              |
| Marokko Königreich Marokko                                         | 26. März 1957 | - Deutschland unterhält eine Botschaft in Rabat. - Marokko unterhält eine Botschaft in Berlin und Generalkonsulate in Düsseldorf und Frankfurt am Main.                                                                                            | Lage von Deutschland und Marokko                           |
| Mauretanien Islamische Republik Mauretanien                        | 8. August 1963 | - Deutschland unterhält eine Botschaft in Nouakchott. - Mauretanien unterhält eine Botschaft in Berlin. | Lage von Deutschland und Mauretanien                       |
| Mauritius Republik Mauritius                                       | 23. März 1968 | - Die Deutsche Botschaft in Antananarivo verfügt über eine Nebenakkreditierung auf Mauritius. - Mauritius unterhält eine Botschaft in Berlin. | Lage von Deutschland und Mauritius                         |
| Mosambik Republik Mosambik                                         | 25. Juni 1975 | - Deutschland unterhält eine Botschaft in Maputo. - Mosambik unterhält eine Botschaft in Berlin. | Lage von Deutschland und Mosambik                          |
| Namibia Republik Namibia                                           | 21. März 1990 | - Deutschland unterhält eine Botschaft in Windhoek. - Namibia unterhält eine Botschaft in Berlin. | Lage von Deutschland und Namibia                           |
| Niger Bundesrepublik Nigeria                                       | 11. Januar 1963 | - Deutschland unterhält eine Botschaft in Niamey. - Niger unterhält eine Botschaft in Berlin. | Lage von Deutschland und Niger                             |
| Nigeria Republik Niger                                             | 1. Oktober 1960 | - Deutschland unterhält eine Botschaft in Abuja und ein Generalkonsulat in Lagos. - Nigeria unterhält eine Botschaft in Berlin und ein Generalkonsulat in Frankfurt am Main.                                                                       | Lage von Deutschland und Nigeria                           |
| Ruanda Republik Ruanda                                             | 13. Dezember 1963 | - Deutschland unterhält eine Botschaft in Kigali. - Ruanda unterhält eine Botschaft in Berlin. | Lage von Deutschland und Ruanda                            |
| Sambia Republik Sambia                                             | 24. Oktober 1964 | - Deutschland unterhält eine Botschaft in Lusaka. - Sambia unterhält eine Botschaft in Berlin. | Lage von Deutschland und Sambia                            |
| São Tomé und Príncipe Demokratische Republik São Tomé und Príncipe | 12. Juli 1975 | - Die Deutsche Botschaft in Libreville verfügt über eine Nebenakkreditierung auf São Tomé und Príncipe. - Die Botschaft von São Tomé und Príncipe in Brüssel ist für Deutschland zuständig.                                                        | Lage von Deutschland und São Tomé und Príncipe             |
| Senegal Republik Senegal                                           | 23. September 1960 | - Deutschland unterhält eine Botschaft in Dakar. - Senegal unterhält eine Botschaft in Berlin. | Lage von Deutschland und Senegal                           |
| Seychellen Republik Seychellen                                     | 18. Januar 1977 | - Die Deutsche Botschaft in Nairobi ist für die Beziehungen zu den Seychellen zuständig. - Die Botschaft der Seychellen in London ist für Deutschland zuständig.                                                                                   | Lage von Deutschland und der Seychellen                    |
| Sierra Leone Republik Sierra Leone                                 | 27. August 1961 | - Deutschland unterhält eine Botschaft in Freetown. - Sierra Leone unterhält eine Botschaft in Berlin. | Lage von Deutschland und Sierra Leone                      |
| Simbabwe Republik Simbabwe                                         | 18. April 1980 | - Deutschland unterhält eine Botschaft in Harare. - Simbabwe unterhält eine Botschaft in Berlin. | Lage von Deutschland und Simbabwe                          |
| Somalia Bundesrepublik Somalia                                     | 1. Juli 1960 | - Die Botschaft in Nairobi ist für die Beziehungen zu Somalia zuständig. - Somalia unterhält eine Botschaft in Berlin. | Lage von Deutschland und Somalia                           |
| Südafrika Republik Südafrika                                       | 14. August 1951 | - Deutschland unterhält eine Botschaft in Pretoria und ein Generalkonsulat in Kapstadt. - Südafrika unterhält eine Botschaft in Berlin und ein Generalkonsulat in München.                                                                         | Lage von Deutschland und Südafrika                         |
| Sudan Republik Sudan                                               | 12. März 1956 bis 16. Mai 1965 (von 1965 bis 1971 abgebrochen) 23. Dezember 1971 (wiederhergestellt)                                                                        | - Deutschland unterhält eine Botschaft in Khartum, welche seit 2023 geschlossen ist. - Der Sudan unterhält eine Botschaft in Berlin. | Lage von Deutschland und Sudan                             |
| Südsudan Republik Südsudan                                         | 9. Juli 2011 | - Deutschland unterhält eine Botschaft in Jauba. - Der Südsudan unterhält eine Botschaft in Berlin. | Lage von Deutschland und Südsudan                          |
| Tansania Vereinigte Republik Tansania                              | 26. April 1964 (Rechtsnachfolger von Tanganjika) | - Deutschland unterhält eine Botschaft in Daressalam. - Tansania unterhält eine Botschaft in Berlin. | Lage von Deutschland und Tansania                          |
| Togo Republik Togo                                                 | 27. April 1960 | - Deutschland unterhält eine Botschaft in Lomé. - Togo unterhält eine Botschaft in Berlin. | Lage von Deutschland und Togo                              |
| Tschad Republik Tschad                                             | 11. August 1960 bis 12. Juni 1974 (von Juni bis November 1974 abgebrochen) 28. November 1974 (wiederhergestellt)                                                            | - Deutschland unterhält eine Botschaft in N’Djamena. - Tschad unterhält eine Botschaft in Berlin. | Lage von Deutschland und Tschad                            |
| Tunesien Tunesische Republik                                       | 7. Dezember 1956 | - Deutschland unterhält eine Botschaft in Tunis. - Tunesien unterhält eine Botschaft in Berlin und ein Generalkonsulat in Bonn. | Lage von Deutschland und Tunesien                          |
| Uganda Republik Uganda                                             | 9. Oktober 1962 | - Deutschland hat eine Botschaft in Kampala. - Uganda hat eine Botschaft in Berlin. | Lage von Deutschland und Uganda                            |
| Zentralafrikanische Republik                                       | 1. Dezember 1960 | - Die deutsche Botschaft in Bangui wurde 1997 geschlossen. Seitdem ist die deutsche Botschaft in Jaunde in der Zentralafrikanischen Republik nebenakkreditiert. - Die zentralafrikanische Botschaft in Paris ist in Deutschland nebenakkreditiert. | Lage von Deutschland und der Zentralafrikanischen Republik |

### Amerika
| Staat                                              | Beginn der offiziellen Beziehungen                                                                    | Anmerkungen | Karte                                                   |
| -------------------------------------------------- | --- | --- | ------------------------------------------------------- |
| Antigua und Barbuda                                | 11. März 1982                                                                                         | → Hauptartikel : antiguanisch-deutsche Beziehungen | Lage von Deutschland und Antigua und Barbuda            |
| Argentinien Argentinische Republik                 | 30. Dezember 1951                                                                                     | → Hauptartikel : argentinisch-deutsche Beziehungen | Lage von Deutschland und Argentinien                    |
| Bahamas Commonwealth der Bahamas                   | 10. Juli 1973                                                                                         | → Hauptartikel : bahamaisch-deutsche Beziehungen | Lage von Deutschland und der Bahamas                    |
| Barbados                                           | 30. November 1966                                                                                     | → Hauptartikel : barbadisch-deutsche Beziehungen | Lage von Deutschland und Barbados                       |
| Belize                                             | 1. März 1982                                                                                          | → Hauptartikel : belizisch-deutsche Beziehungen | Lage von Deutschland und Belize                         |
| Bolivien Plurinationaler Staat Bolivien            | 30. Dezember 1952                                                                                     | → Hauptartikel : bolivianisch-deutsche Beziehungen | Lage von Deutschland und Bolivien                       |
| Brasilien Föderative Republik Brasilien            | 10. Juli 1951                                                                                         | → Hauptartikel : brasilianisch-deutsche Beziehungen | Lage von Deutschland und Brasilien                      |
| Chile Republik Chile                               | 14. Februar 1952                                                                                      | → Hauptartikel : chilenisch-deutsche Beziehungen | Lage von Deutschland und Chile                          |
| Costa Rica Republik Costa Rica                     | 7. Oktober 1952                                                                                       | → Hauptartikel : costa-ricanisch-deutsche Beziehungen | Lage von Deutschland und Costa Rica                     |
| Dominica Commonwealth Dominica                     | 9. Dezember 1980                                                                                      | → Hauptartikel : deutsch-dominicanische Beziehungen | Lage von Deutschland und Dominica                       |
| Dominikanische Republik                            | 11. September 1953                                                                                    | → Hauptartikel : deutsch-dominikanische Beziehungen | Lage von Deutschland und der Dominikanischen Republik   |
| Ecuador Republik Ecuador                           | 14. Juli 1952                                                                                         | → Hauptartikel : deutsch-ecuadorianische Beziehungen | Lage von Deutschland und Ecuador                        |
| El Salvador Republik El Salvador                   | 25. August 1952                                                                                       | → Hauptartikel : deutsch-salvadorianische Beziehungen | Lage von Deutschland und El Salvador                    |
| Grenada Staat Grenada                              | 6. Februar 1974                                                                                       | → Hauptartikel : deutsch-grenadische Beziehungen | Lage von Deutschland und Grenada                        |
| Guatemala Republik Guatemala                       | 9. Oktober 1959                                                                                       | → Hauptartikel : deutsch-guatemaltekische Beziehungen | Lage von Deutschland und Guatemala                      |
| Guyana Kooperative Republik Guyana                 | 14. März 1967                                                                                         | → Hauptartikel : deutsch-guyanische Beziehungen | Lage von Deutschland und Guyana                         |
| Haiti Republik Haiti                               | 23. September 1953                                                                                    | → Hauptartikel : deutsch-haitianische Beziehungen | Lage von Deutschland und Haiti                          |
| Honduras Republik Honduras                         | 20. Januar 1960                                                                                       | → Hauptartikel : deutsch-honduranische Beziehungen | Lage von Deutschland und Honduras                       |
| Jamaika                                            | 6. August 1962                                                                                        | → Hauptartikel : deutsch-jamaikanische Beziehungen | Lage von Deutschland und Jamaika                        |
| Kanada                                             | 8. November 1951                                                                                      | → Hauptartikel : deutsch-kanadische Beziehungen | Lage von Deutschland und Kanada                         |
| Kolumbien Republik Kolumbien                       | 13. Januar 1953                                                                                       | → Hauptartikel : deutsch-kolumbianische Beziehungen | Lage von Deutschland und Kolumbien                      |
| Kuba Republik Kuba                                 | 30. Juni 1955 bis 14. Januar 1963 (von 1963 bis 1975 abgebrochen) 18. Januar 1975 (wiederhergestellt) | - Kuba unterhält eine Botschaft in Berlin - Deutschland betreibt eine Botschaft in Havanna - Außenminister Steinmeier öffnet neue Perspektiven für die Auswärtige Kultur- und Bildungspolitik (AKBP) in Havanna im Jahr 2015 | Lage von Deutschland und Kuba                           |
| Mexiko Vereinigte Mexikanische Staaten             | 29. August 1952                                                                                       | → Hauptartikel : deutsch-mexikanische Beziehungen | Lage von Deutschland und Mexiko                         |
| Nicaragua Republik Nicaragua                       | 10. April 1952                                                                                        | → Hauptartikel : deutsch-nicaraguanische Beziehungen | Lage von Deutschland und Nicaragua                      |
| Panama Republik Panama                             | 17. Dezember 1951                                                                                     | → Hauptartikel : deutsch-panamaische Beziehungen | Lage von Deutschland und Panama                         |
| Paraguay Republik Paraguay                         | 1. Oktober 1952                                                                                       | → Hauptartikel : deutsch-paraguayische Beziehungen | Lage von Deutschland und Paraguay                       |
| Peru Republik Peru                                 | 28. Juni 1951                                                                                         | → Hauptartikel : deutsch-peruanische Beziehungen | Lage von Deutschland und Peru                           |
| St. Kitts und Nevis Föderation St. Kitts und Nevis | 27. August 1984                                                                                       | → Hauptartikel : Beziehungen zwischen Deutschland und St. Kitts und Nevis | Lage von Deutschland und St. Kitts und Nevis            |
| St. Lucia                                          | 1. August 1980                                                                                        | → Hauptartikel : deutsch-lucianische Beziehungen | Lage von Deutschland und St. Lucia                      |
| St. Vincent und die Grenadinen                     | 13. Juni 1980                                                                                         | → Hauptartikel : deutsch-vincentische Beziehungen | Lage von Deutschland und St. Vincent und die Grenadinen |
| Suriname Republik Suriname                         | 25. November 1975                                                                                     | → Hauptartikel : deutsch-surinamische Beziehungen | Lage von Deutschland und Suriname                       |
| Trinidad und Tobago Republik Trinidad und Tobago   | 28. August 1963                                                                                       | → Hauptartikel : Beziehungen zwischen Deutschland und Trinidad und Tobago | Lage von Deutschland und Trinidad und Tobago            |
| Uruguay Republik Östlich des Uruguay               | 9. Januar 1952                                                                                        | → Hauptartikel : deutsch-uruguayische Beziehungen | Lage von Deutschland und Uruguay                        |
| Venezuela Bolivarische Republik Venezuela          | 28. April 1952                                                                                        | → Hauptartikel : deutsch-venezolanische Beziehungen | Lage von Deutschland und Venezuela                      |
| Vereinigte Staaten Vereinigte Staaten von Amerika  | 2. Juli 1951                                                                                          | - Deutschland unterhält eine Botschaft in Washington, D.C. und Generalkonsulate in Atlanta, Boston, Chicago, Houston, Los Angeles, Miami, New York City und San Francisco. - Die Vereinigten Staaten unterhalten eine Botschaft in Berlin mit einer Außenstelle in Bonn und Generalkonsulate in Düsseldorf, Frankfurt am Main, Hamburg, Leipzig und München. | Lage von Deutschland und den Vereinigten Staaten        |

### Asien
| Staat                                                     | Beginn der offiziellen Beziehungen | Anmerkungen | Karte                                                       |
| --------------------------------------------------------- | --- | --- | ----------------------------------------------------------- |
| Afghanistan                                               | 22. Dezember 1954 | → Hauptartikel : afghanisch-deutsche Beziehungen | Lage von Deutschland und Afghanistan                        |
| Armenien Republik Armenien                                | 31. Januar 1992 | → Hauptartikel : armenisch-deutsche Beziehungen | Lage von Deutschland und Armenien                           |
| Aserbaidschan Republik Aserbaidschan                      | 20. Februar 1992 | → Hauptartikel : aserbaidschanisch-deutsche Beziehungen | Lage von Deutschland und Aserbaidschan                      |
| Bahrain Königreich Bahrain                                | 17. Mai 1972 | → Hauptartikel : bahrainisch-deutsche Beziehungen | Lage von Deutschland und Bahrain                            |
| Bangladesch Volksrepublik Bangladesch                     | 4. Februar 1972 | → Hauptartikel : bangladeschisch-deutsche Beziehungen | Lage von Deutschland und Bangladesch                        |
| Bhutan Königreich Bhutan                                  | 25. November 2020 | → Hauptartikel : bhutanisch-deutsche Beziehungen | Lage von Deutschland und Bhutan                             |
| Brunei Darussalam                                         | 30. Januar 1984 | → Hauptartikel : bruneiisch-deutsche Beziehungen | Lage von Deutschland und Brunei                             |
| China Volksrepublik China                                 | 11. Oktober 1972 | - Deutschland hat eine Botschaft in Peking und eine Generalkonsulate in Chengdu, Hongkong, Guangzhou, Shanghai und Shenyang. - Die Volksrepublik China hat eine Botschaft in Berlin mit einer Außenstelle in Bonn und Generalkonsulate in Düsseldorf, Frankfurt am Main, Hamburg und München. Hongkong betreibt eine Wirtschafts- und Handelsvertretung in Berlin. | Lage von Deutschland und China                              |
| Georgien                                                  | 13. April 1992 | → Hauptartikel : deutsch-georgische Beziehungen | Lage von Deutschland und Georgien                           |
| Indien Republik Indien                                    | 7. März 1951 | - Deutschland hat eine Botschaft in Neu-Delhi und Generalkonsulate in Bengaluru, Chennai, Kolkata und Mumbai. - Indien hat eine Botschaft in Berlin und Generalkonsulate in Frankfurt am Main, Hamburg und München. | Lage von Deutschland und Indien                             |
| Indonesien Republik Indonesien                            | 25. Juni 1952 | → Hauptartikel : deutsch-indonesische Beziehungen | Lage von Deutschland und Indonesien                         |
| Irak Republik Irak                                        | 19. September 1953 bis 12. Mai 1965 (von 1965 bis 1974 abgebrochen) 28. Februar 1974 bis 17. März 2003 (von 2003 bis 2004 de facto ausgesetzt) 28. Juni 2004 (wiederhergestellt) | → Hauptartikel : deutsch-irakische Beziehungen | Lage von Deutschland und dem Irak                           |
| Iran Islamische Republik Iran                             | 26. Februar 1952 | → Hauptartikel : deutsch-iranische Beziehungen | Lage von Deutschland und Iran                               |
| Israel Staat Israel                                       | 10. Mai 1965 | → Hauptartikel : deutsch-israelische Beziehungen | Lage von Deutschland und Israel                             |
| Japan                                                     | 19. April 1952 | → Hauptartikel : deutsch-japanische Beziehungen | Lage von Deutschland und Japan                              |
| Jemen Republik Jemen                                      | 22. Mai 1990 (als Rechtsnachfolger von Nord- und Südjemen) | → Hauptartikel : deutsch-jemenitische Beziehungen | Lage von Deutschland und Jemen                              |
| Jordanien Haschemitisches Königreich Jordanien            | 17. November 1952 | → Hauptartikel : deutsch-jordanische Beziehungen | Lage von Deutschland und Jordanien                          |
| Kambodscha Königreich Kambodscha                          | 19. Februar 1964 bis 11. Juni 1969 (von 1969 bis 1993 abgebrochen) 3. Oktober 1993 (wiederhergestellt)                                                                           | → Hauptartikel : deutsch-kambodschanische Beziehungen | Lage von Deutschland und Kambodscha                         |
| Kasachstan Republik Kasachstan                            | 11. Februar 1992 | → Hauptartikel : deutsch-kasachische Beziehungen | Lage von Deutschland und Kasachstan                         |
| Katar Staat Katar                                         | 15. Januar 1973 | → Hauptartikel : deutsch-katarische Beziehungen | Lage von Deutschland und Katar                              |
| Kirgisistan Republik Kirgisistan                          | 3. Februar 1992 | → Hauptartikel : deutsch-kirgisische Beziehungen | Lage von Deutschland und Kirgisistan                        |
| Kuwait Staat Kuwait                                       | 20. Mai 1964 | → Hauptartikel : deutsch-kuwaitische Beziehungen | Lage von Deutschland und Kuwait                             |
| Laos Demokratische Volksrepublik Laos                     | 31. Januar 1958 | → Hauptartikel : deutsch-laotische Beziehungen | Lage von Deutschland und Laos                               |
| Libanon Libanesische Republik                             | 20. Mai 1953 | → Hauptartikel : deutsch-libanesische Beziehungen | Lage von Deutschland und Libanon                            |
| Malaysia                                                  | 31. August 1957 | → Hauptartikel : deutsch-malaysische Beziehungen | Lage von Deutschland und Malaysia                           |
| Malediven Republik Malediven                              | 10. Oktober 1966 | → Hauptartikel : deutsch-maledivische Beziehungen | Lage von Deutschland und der Malediven                      |
| Mongolei Mongolischer Staat                               | 31. Januar 1974 | → Hauptartikel : deutsch-mongolische Beziehungen | Lage von Deutschland und der Mongolei                       |
| Myanmar Republik der Union Myanmar                        | 4. Dezember 1954 | → Hauptartikel : deutsch-myanmarische Beziehungen | Lage von Deutschland und Myanmar                            |
| Nordkorea Demokratische Volksrepublik Korea               | 1. März 2001 | → Hauptartikel : deutsch-nordkoreanische Beziehungen | Lage von Deutschland und Nordkorea                          |
| Oman Sultanat Oman                                        | 16. Mai 1972 | → Hauptartikel : deutsch-omanische Beziehungen | Lage von Deutschland und Oman                               |
| Osttimor Republik Timor-Leste                             | 20. Mai 2002 | → Hauptartikel : deutsch-osttimoresische Beziehungen | Lage von Deutschland und Osttimor                           |
| Pakistan Islamische Republik Pakistan                     | 15. Oktober 1951 | → Hauptartikel : deutsch-pakistanische Beziehungen | Lage von Deutschland und Pakistan                           |
| Philippinen Republik der Philippinen                      | 8. Oktober 1954 | → Hauptartikel : deutsch-philippinische Beziehungen | Lage von Deutschland und der Philippinen                    |
| Russland Russische Föderation                             | 13. September 1955 (Sowjetunion), 26. Dezember 1991 (Russland) | → Hauptartikel : deutsch-russische Beziehungen | Lage von Deutschland und Russland                           |
| Saudi-Arabien Königreich Saudi-Arabien                    | 10. November 1954 | → Hauptartikel : deutsch-saudi-arabische Beziehungen | Lage von Deutschland und Saudi-Arabien                      |
| Singapur Republik Singapur                                | 24. Dezember 1965 | → Hauptartikel : deutsch-singapurische Beziehungen | Lage von Deutschland und Singapur                           |
| Sri Lanka Demokratische Sozialistische Republik Sri Lanka | 9. Dezember 1953 | → Hauptartikel : deutsch-sri-lankische Beziehungen | Lage von Deutschland und Sri Lanka                          |
| Südkorea Republik Korea                                   | 25. Mai 1957 | → Hauptartikel : deutsch-südkoreanische Beziehungen | Lage von Deutschland und Südkorea                           |
| Syrien Arabische Republik Syrien                          | 14. Oktober 1952 bis 22. Februar 1958 (von 1958 bis 1961 Teil der VAR) 22. Oktober 1961 bis 13. Mai 1965 (von 1965 bis 1974 abgebrochen) 7. März 1974 (wiederhergestellt)        | → Hauptartikel : deutsch-syrische Beziehungen | Lage von Deutschland und Syrien                             |
| Tadschikistan Republik Tadschikistan                      | 28. Februar 1992 | → Hauptartikel : deutsch-tadschikische Beziehungen | Lage von Deutschland und Tadschikistan                      |
| Thailand Königreich Thailand                              | 28. Mai 1952 | → Hauptartikel : deutsch-thailändische Beziehungen | Lage von Deutschland und Thailand                           |
| Türkei Republik Türkei                                    | 21. Juni 1952 | → Hauptartikel : deutsch-türkische Beziehungen | Lage von Deutschland und der Türkei                         |
| Turkmenistan                                              | 6. März 1992 | → Hauptartikel : deutsch-turkmenische Beziehungen | Lage von Deutschland und Turkmenistan                       |
| Usbekistan Republik Usbekistan                            | 6. März 1992 | → Hauptartikel : deutsch-usbekische Beziehungen | Lage von Deutschland und Usbekistan                         |
| Vereinigte Arabische Emirate                              | 17. Mai 1972 | → Hauptartikel : Beziehungen zwischen Deutschland und den Vereinigten Arabischen Emiraten | Lage von Deutschland und der Vereinigten Arabischen Emirate |
| Vietnam Sozialistische Republik Vietnam                   | 2. Juli 1976 (als Rechtsnachfolger von Nord- und Südvietnam) | → Hauptartikel : deutsch-vietnamesische Beziehungen | Lage von Deutschland und Vietnam                            |
| Zypern Republik Zypern                                    | 20. August 1960 | → Hauptartikel : deutsch-zyprische Beziehungen | Lage von Deutschland und Zypern                             |

### Australien und Ozeanien
| Staat                                          | Beginn der offiziellen Beziehungen | Anmerkungen                                                          | Karte                                       |
| ---------------------------------------------- | ---------------------------------- | -------------------------------------------------------------------- | ------------------------------------------- |
| Australien                                     | 28. Januar 1952                    | → Hauptartikel : australisch-deutsche Beziehungen                    | Lage von Deutschland und Australien         |
| Cookinseln                                     | 11. September 2001                 | → Hauptartikel : Beziehungen zwischen den Cookinseln und Deutschland | Lage von Deutschland und der Cookinseln     |
| Fidschi Republik Fidschi                       | 1. August 1973                     | → Hauptartikel : deutsch-fidschianische Beziehungen                  | Lage von Deutschland und Fidschi            |
| Kiribati Republik Kiribati                     | 1. Juli 1980                       | → Hauptartikel : deutsch-kiribatische Beziehungen                    | Lage von Deutschland und Kiribati           |
| Marshallinseln Republik Marshallinseln         | 23. September 1991                 | → Hauptartikel : deutsch-marshallische Beziehungen                   | Lage von Deutschland und den Marshallinseln |
| Mikronesien Föderierte Staaten von Mikronesien | 21. April 1992                     | → Hauptartikel : deutsch-mikronesische Beziehungen                   | Lage von Deutschland und Mikronesien        |
| Nauru Republik Nauru                           | 15. April 1979                     | → Hauptartikel : deutsch-nauruische Beziehungen                      | Lage von Deutschland und Nauru              |
| Neuseeland                                     | 10. November 1953                  | → Hauptartikel : deutsch-neuseeländische Beziehungen                 | Lage von Deutschland und Neuseeland         |
| Palau Republik Palau                           | 11. November 1997                  | → Hauptartikel : deutsch-palauische Beziehungen                      | Lage von Deutschland und Palau              |
| Papua-Neuguinea                                | 16. September 1976                 | → Hauptartikel : deutsch-papua-neuguineische Beziehungen             | Lage von Deutschland und Papua-Neuguinea    |
| Salomonen                                      | 11. Juli 1978                      | → Hauptartikel : Beziehungen zwischen Deutschland und den Salomonen  | Lage von Deutschland und der Salomonen      |
| Samoa Unabhängiger Staat Samoa                 | 18. Mai 1976                       | → Hauptartikel : deutsch-samoanische Beziehungen                     | Lage von Deutschland und Samoa              |
| Tonga Königreich Tonga                         | 1. Mai 1976                        | → Hauptartikel : deutsch-tongaische Beziehungen                      | Lage von Deutschland und Tonga              |
| Tuvalu                                         | 26. Juni 1979                      | → Hauptartikel : deutsch-tuvaluische Beziehungen                     | Lage von Deutschland und Tuvalu             |
| Vanuatu Republik Vanuatu                       | 22. April 1981                     | → Hauptartikel : deutsch-vanuatuische Beziehungen                    | Lage von Deutschland und Vanuatu            |

### Europa
| Staat                                                                       | Beginn der offiziellen Beziehungen                             | Anmerkungen | Karte                                               |
| --------------------------------------------------------------------------- | -------------------------------------------------------------- | --- | --------------------------------------------------- |
| Albanien Republik Albanien                                                  | 2. Oktober 1987                                                | → Hauptartikel : albanisch-deutsche Beziehungen | Lage von Deutschland und Albanien                   |
| Belarus Republik Belarus                                                    | 13. März 1992                                                  | - Belarus hat eine Botschaft in Berlin, außerdem besteht eine Zweigstelle in Bonn. - Deutschland unterhält eine Botschaft in Minsk. - Informationen des deutschen Auswärtigen Amtes über die Beziehungen zu Belarus | Lage von Deutschland und Belarus                    |
| Belgien Königreich Belgien                                                  | 27. Juni 1951                                                  | → Hauptartikel : belgisch-deutsche Beziehungen | Lage von Deutschland und Belgien                    |
| Bosnien und Herzegowina                                                     | 13. November 1992                                              | → Hauptartikel : bosnisch-deutsche Beziehungen | Lage von Deutschland und Bosnien-Herzegowina        |
| Bulgarien Republik Bulgarien                                                | 21. Dezember 1973                                              | → Hauptartikel : bulgarisch-deutsche Beziehungen | Lage von Deutschland und Bulgarien                  |
| Dänemark Königreich Dänemark                                                | 27. Juni 1951                                                  | → Hauptartikel : dänisch-deutsche Beziehungen | Lage von Deutschland und Dänemark                   |
| Estland Republik Estland                                                    | 28. August 1991                                                | → Hauptartikel : deutsch-estnische Beziehungen | Lage von Deutschland und Estland                    |
| Finnland Republik Finnland                                                  | 7. Januar 1973                                                 | → Hauptartikel : deutsch-finnische Beziehungen | Lage von Deutschland und Finnland                   |
| Frankreich Französische Republik                                            | 11. Juli 1951                                                  | → Hauptartikel : deutsch-französische Beziehungen | Lage von Deutschland und Frankreich                 |
| Griechenland Hellenische Republik                                           | 12 July 1951                                                   | → Hauptartikel : deutsch-griechische Beziehungen | Lage von Deutschland und Griechenland               |
| Irland                                                                      | 26. Juli 1951                                                  | → Hauptartikel : deutsch-irische Beziehungen | Lage von Deutschland und Irland                     |
| Island                                                                      | 16. Dezember 1952                                              | → Hauptartikel : deutsch-isländische Beziehungen | Lage von Deutschland und Island                     |
| Italien Italienische Republik                                               | 2. Dezember 1950                                               | → Hauptartikel : deutsch-italienische Beziehungen | Lage von Deutschland und Italien                    |
| Kasachstan Republik Kasachstan                                              | 11. Februar 1992                                               | → Hauptartikel : deutsch-kasachische Beziehungen | Lage von Deutschland und Kasachstan                 |
| Kosovo Republik Kosovo                                                      | 20. Februar 2008                                               | → Hauptartikel : deutsch-kosovarische Beziehungen | Lage von Deutschland und dem Kosovo                 |
| Kroatien Republik Kroatien                                                  | 15. Januar 1992                                                | → Hauptartikel : deutsch-kroatische Beziehungen | Lage von Deutschland und Kroatien                   |
| Lettland Republik Lettland                                                  | 28. August 1991                                                | → Hauptartikel : deutsch-lettische Beziehungen | Lage von Deutschland und Lettland                   |
| Liechtenstein Fürstentum Liechtenstein                                      | 6. Mai 1952                                                    | → Hauptartikel : deutsch-liechtensteinische Beziehungen | Lage von Deutschland und Lichtenstein               |
| Litauen Republik Litauen                                                    | 28. August 1991                                                | → Hauptartikel : deutsch-litauische Beziehungen | Lage von Deutschland und Litauen                    |
| Luxemburg Großherzogtum Luxemburg                                           | 23. April 1951                                                 | → Hauptartikel : deutsch-luxemburgische Beziehungen | Lage von Deutschland und Luxemburg                  |
| Malta Republik Malta                                                        | 16. Februar 1965                                               | → Hauptartikel : deutsch-maltesische Beziehungen | Lage von Deutschland und Malta                      |
| Moldau Republik Moldau                                                      | 30. April 1992                                                 | → Hauptartikel : deutsch-moldauische Beziehungen | Lage von Deutschland und Moldau                     |
| Monaco Fürstentum Monaco                                                    | 16. Oktober 1951                                               | → Hauptartikel : deutsch-monegassische Beziehungen | Lage von Deutschland und Monaco                     |
| Montenegro                                                                  | 14. Juni 2006                                                  | → Hauptartikel : deutsch-montenegrinische Beziehungen | Lage von Deutschland und Montenegro                 |
| Niederlande Königreich der Niederlande                                      | 6. März 1951                                                   | → Hauptartikel : deutsch-niederländische Beziehungen | Lage von Deutschland und den Niederlanden           |
| Nordmazedonien Republik Nordmazedonien                                      | 16. Dezember 1993                                              | → Hauptartikel : deutsch-nordmazedonische Beziehungen | Lage von Deutschland und Nordmazedonien             |
| Norwegen Königreich Norwegen                                                | 10. Mai 1951                                                   | → Hauptartikel : deutsch-norwegische Beziehungen | Lage von Deutschland und Norwegen                   |
| Österreich Republik Österreich                                              | 5. Januar 1956                                                 | → Hauptartikel : österreichisch-deutsche Beziehungen nach 1945 | Lage von Deutschland und Österreich                 |
| Polen Republik Polen                                                        | 14. September 1972                                             | → Hauptartikel : deutsch-polnische Beziehungen | Lage von Deutschland und Polen                      |
| Portugal Portugiesische Republik                                            | 10. November 1952                                              | → Hauptartikel : deutsch-portugiesische Beziehungen | Lage von Deutschland und Portugal                   |
| Rumänien                                                                    | 31. Januar 1967                                                | → Hauptartikel : deutsch-rumänische Beziehungen | Lage von Deutschland und Rumänien                   |
| Russland Russische Föderation                                               | 13. September 1955 (Sowjetunion), 26. Dezember 1991 (Russland) | → Hauptartikel : deutsch-russische Beziehungen | Lage von Deutschland und Russland                   |
| San Marino Republik San Marino                                              | 1. Oktober 1995                                                | - Der Botschafter von San Marino in Brüssel ist für Deutschland zuständig. Honorarkonsuln arbeiten in Darmstadt und München. - Die deutsche Botschaft in Rom ist auch für San Marino zuständig. Konsularische Angelegenheiten übernimmt das Generalkonsulat in Mailand. - Beide Staaten sind Mitglieder des Europarates und der Organisation für Sicherheit und Zusammenarbeit in Europa. San Marino ist kein Mitglied des Schengen-Raums, führt aber keine Kontrollen zum Nachbarland, dem Schengen-Staat Italien durch. Nach einem formellen Abkommen benutzt San Marino den Euro als offizielle Währung. Der Staat darf eigene Münzen prägen, aber keine Banknoten drucken. - Informationen des deutschen Auswärtigen Amtes über die Beziehungen zu San Marino | Lage von Deutschland und San Marino                 |
| Schweden Königreich Schweden                                                | 4. April 1951                                                  | → Hauptartikel : deutsch-schwedische Beziehungen | Lage von Deutschland und Schweden                   |
| Schweiz Schweizerische Eidgenossenschaft                                    | 6. Mai 1952                                                    | - Die Schweiz unterhält eine Botschaft in Berlin und Generalkonsulate in Frankfurt am Main, München und Stuttgart. Honorarkonsuln sind in Bremen, Emmendingen (bei Freiburg im Breisgau) und Hamburg aktiv. - Deutschland betreibt eine Botschaft in Bern. Honorarkonsuln sind in Basel, Genf, Lugano und Zürich tätig. - Beide Staaten sind Mitglieder des Europarates, der Organisation für Sicherheit und Zusammenarbeit in Europa, der OECD und des Schengen-Raums, wobei die Schweiz kein Mitglied der Europäischen Union ist und Warenkontrollen an der Grenze zulässig bleiben. Die Grenzüberschreitende Zusammenarbeit an Oberrhein, Hochrhein und Bodensee besteht zwischen der Schweiz, Deutschland, Liechtenstein und Frankreich. - Informationen des deutschen Auswärtigen Amtes über die Beziehungen zur Schweiz                                         | Lage von Deutschland und der Schweiz                |
| Serbien Republik Serbien                                                    | 3. Juni 2006                                                   | → Hauptartikel : deutsch-serbische Beziehungen | Lage von Deutschland und Serbien                    |
| Slowakei Slowakische Republik                                               | 1. Januar 1993                                                 | - Die Slowakei unterhält eine Botschaft in Berlin und ein Generalkonsulat in München. Honorarkonsuln sind in Bad Homburg vor der Höhe, Hamburg Hannover, Leipzig, Stuttgart und Wuppertal aktiv. - Deutschland betreibt eine Botschaft in Bratislava. Ein Honorarkonsul ist in Košice tätig. - Beide Staaten sind Mitglieder des Europarates, der Organisation für Sicherheit und Zusammenarbeit in Europa, der OECD, der Europäischen Union, der Eurozone und des Schengen-Raums. - Informationen des deutschen Auswärtigen Amtes über die Beziehungen zur Slowakei | Lage von Deutschland und der Slowakei               |
| Slowenien Republik Slowenien                                                | 15. Januar 1992                                                | - Slowenien unterhält eine Botschaft in Berlin, ein Generalkonsulat in München und ein Konsulat in Düsseldorf. Ein Honorarkonsul ist in Bad Soden aktiv. - Deutschland betreibt eine Botschaft in Ljubljana. - In Regensburg existiert ein Slowenischer Lesesaal. - Beide Staaten sind Mitglieder des Europarates, der Organisation für Sicherheit und Zusammenarbeit in Europa, der OECD, der Europäischen Union, der Eurozone und des Schengen-Raums. - Informationen des deutschen Auswärtigen Amtes über die Beziehungen zu Slowenien | Lage von Deutschland und Slowenien                  |
| Spanien Königreich Spanien                                                  | 16. November 1952                                              | - Spanien unterhält eine Botschaft in Berlin und Generalkonsulate in Düsseldorf, Frankfurt am Main, Hamburg, München und Stuttgart. Ein Honorarkonsul ist in Dresden aktiv. - Deutschland betreibt eine Botschaft in Madrid, ein Generalkonsulat in Barcelona und Konsulate in Las Palmas (auf Gran Canaria), in Málaga und Palma. Honorarkonsuln sind in Aguadulce (Almería), Alicante, Bilbao, Ibiza, Jerez de la Frontera, Mahón (auf Menorca), Playa Blanca (auf Lanzarote), Hernani bei San Sebastián, Santa Cruz de La Palma, Santa Cruz de Tenerife, Valencia, Vigo und Saragossa tätig. - Beide Staaten sind Mitglieder des Europarates, der Organisation für Sicherheit und Zusammenarbeit in Europa, der OECD, der Europäischen Union, der Eurozone und des Schengen-Raums. - Informationen des deutschen Auswärtigen Amtes über die Beziehungen zu Spanien | Lage von Deutschland und Spanien                    |
| Tschechien Tschechische Republik                                            | 1. Januar 1993                                                 | → Hauptartikel : deutsch-tschechische Beziehungen | Lage von Deutschland und Tschechien                 |
| Türkei Republik Türkei                                                      | 21. Juni 1952                                                  | → Hauptartikel : deutsch-türkische Beziehungen | Lage von Deutschland und der Türkei                 |
| Ukraine                                                                     | 17. Januar 1992                                                | → Hauptartikel : deutsch-ukrainische Beziehungen | Lage von Deutschland und der Ukraine                |
| Ungarn                                                                      | 21. Dezember 1973                                              | → Hauptartikel : deutsch-ungarische Beziehungen | Lage von Deutschland und Ungarn                     |
| Vatikanstadt                                                                | 1. Juni 1954                                                   | → Hauptartikel : Beziehungen zwischen Deutschland und dem Heiligen Stuhl | Lage von Deutschland und dem Heiligen Stuhl         |
| Vereinigtes Königreich Vereinigtes Königreich Großbritannien und Nordirland | 20. Juni 1951                                                  | → Hauptartikel : britisch-deutsche Beziehungen | Lage von Deutschland und dem Vereinigten Königreich |
| Zypern Republik Zypern                                                      | 20. August 1960                                                | → Hauptartikel : deutsch-zyprische Beziehungen | Lage von Deutschland und Zypern                     |

### Ehemalige Staaten
| Staat                                      | Dauer der offiziellen Beziehungen                                                                         | Anmerkungen | Lage         | Karte                    |
| ------------------------------------------ | --- | --- | ------------ | ------------------------ |
| Deutsche Demokratische Republik (DDR)      | 14. März 1974 bis zum 2. Oktober 1990                                                                     | → Hauptartikel : Innerdeutsche Beziehungen | Europa       | Lage der BRD und der DDR |
| Jugoslawien                                | 18. Dezember 1951 bis 19. Oktober 1957 (von 1957 bis 1968 abgebrochen) 7. Februar 1968 bis 26. April 1992 | Der Staat zerfiel am 26. April 1992. | Europa       |                          |
| Nordjemen Jemenitische Arabische Republik  | 24. Oktober 1962 bis 14. Mai 1965 (von 1965 bis 2000 abgebrochen) 15. Juli 1969 bis 22. Mai 1990          | Nord- und Südjemen vereinigten sich am 22. Mai 1990 zu einem neuen gemeinsamen Staat zusammen, der Republik Jemen, die die Rechtsnachfolge beider Staaten übernahm.                                                                                               | Asien        |                          |
| Südjemen Demokratische Volksrepublik Jemen | 19. Dezember 1967 bis 22. Mai 1990                                                                        | Nord- und Südjemen vereinigten sich am 22. Mai 1990 zu einem neuen gemeinsamen Staat zusammen, der Republik Jemen, die die Rechtsnachfolge beider Staaten übernahm.                                                                                               | Asien        |                          |
| Nordvietnam Demokratische Republik Vietnam | 12. September 1975 bis 2. Juli 1976                                                                       | Nord- und Südvietnam vereinigten sich am 2. Juli 1976 zu einem neuen gemeinsamen Staat zusammen, der Sozialistische Republik Vietnam, die die Rechtsnachfolge beider Staaten übernahm.                                                                            | Asien        |                          |
| Südvietnam Republik Vietnam                | 12. Juli 1957 bis 30. April 1975 (von 1975 bis 1976 de facto ausgesetzt)                                  | Nord- und Südvietnam vereinigten sich am 2. Juli 1976 zu einem neuen gemeinsamen Staat zusammen, der Sozialistische Republik Vietnam, die die Rechtsnachfolge beider Staaten übernahm.                                                                            | Asien        |                          |
| Serbien und Montenegro                     | 27. April 1992 bis 25. März 1999 (von 1999 bis 2000 abgebrochen) 20. November 2000 bis 3. Juli 2006       | Der Staat brach am 3. Juni 2006 nach dem Austritt Montenegros aus der Union zusammen. Serbien übernahm alle Rechten und Pflichten und gilt seitdem als Rechtsnachfolger von Serbien und Montenegro. Serbien benannte sich am 5. Juni 2006 um in Republik Serbien. | Europa       |                          |
| Sowjetunion                                | 13. September 1955 bis 26. Dezember 1991                                                                  | Der Staat wurde am 26. Dezember 1991 aufgelöst. Die Russische Föderation (Russland) übernahm alle Rechten und Pflichten und gilt seitdem als Rechtsnachfolger der Sowjetunion.                                                                                    | Asien/Europa |                          |
| Tanganjika                                 | 09. Dezember 1961 bis 26. April 1964                                                                      | Tanganjika vereinigte sich am 26. April 1964 mit Sansibar zum neuen Staat Tansania, der die Rechtsnachfolge beider Staaten übernahm. | Afrika       |                          |
| Tschechoslowakei                           | 11. Dezember 1973 bis 31. Dezember 1992                                                                   | Der Staat wurde am 31. Dezember 1992 aufgelöst. Die Nachfolgestaaten sind Tschechien und die Slowakei. | Europa       |                          |
| Vereinigte Arabische Republik (VAR)        | 22. Februar 1958 bis 28. September 1961                                                                   | Der Staat brach am 28. September 1961 nach dem Austritt Syriens aus der Union zusammen. Ägypten übernahm alle Rechten und Pflichten und gilt seitdem als Rechtsnachfolger der Vereinten Arabischen Republik. Ägypten behielt den Namen noch bis 1971.             | Afrika/Asien |                          |

### Völkerrechtlich umstrittene Gebiete und De-Facto-Regime
| Gebiet oder De-Facto-Regime                         | Dauer der de facto Beziehungen | Anmerkungen | Lage   | Karte                              |
| --------------------------------------------------- | ------------------------------ | --- | ------ | ---------------------------------- |
| Abchasien Republik Abchasien                        |                                | - Es gibt keine diplomatischen Beziehungen. | Asien  |                                    |
| Autonome Region Kurdistan Region Kurdistan          |                                | - Die Region Kurdistan hat eine Auslandsvertretung in Berlin. - Deutschland hat eine Generalkonsulat in Erbil. - Deutschland erkennt Kurdistan nicht als souveränen Staat an, sondern betrachtet es als Teil des Iraks. - Es gibt keine offiziellen diplomatischen Beziehungen, sie sind jedoch de facto vorhanden.         | Asien  |                                    |
| „Palästinensische Gebiete“ Staat Palästina          | 8. August 1994                 | - Palästina hat eine Auslandsvertretung in Berlin. - Deutschland hat eine Auslandsvertretung in Ramallah. - Deutschland erkennt Palästina nicht als souveränen Staat an, sondern betrachtet es als israelisch besetztes Gebiet. - Es gibt keine offiziellen diplomatischen Beziehungen, sie sind jedoch de facto vorhanden. | Asien  | Lage von Deutschland und Palästina |
| Somaliland Republik Somaliland                      |                                | - Keine diplomatischen Beziehungen | Afrika |                                    |
| Südossetien Republik Südossetien                    |                                | - Es gibt keine diplomatischen Beziehungen. | Asien  |                                    |
| Taiwan Republik China                               | 1. Februar 2000                | - Taiwan hat eine Auslandsvertretung in Berlin. - Deutschland hat eine Auslandsvertretung in Taipeh. - Deutschland erkennt Taiwan nicht als souveränen Staat an, sondern betrachtet es als umstrittenes Gebiet. - Es gibt keine offiziellen diplomatischen Beziehungen, sind jedoch de facto vorhanden.                     | Asien  | Lage von Deutschland und Taiwan    |
| Transnistrien Pridnestrowische Moldauische Republik |                                | - Es gibt keine diplomatischen Beziehungen. | Europa |                                    |
| Nordzypern Türkische Republik Nordzypern            |                                | - Es gibt keine diplomatischen Beziehungen. | Europa |                                    |
| Westsahara Demokratische Arabische Republik Sahara  |                                | - Deutschland erkennt die Westsahara nicht als souveränen Staat an, sondern betrachtet es als umstrittenes Gebiet. - Es gibt keine diplomatischen Beziehungen. | Afrika |                                    |